# ثور (فیلم)
ثور (انگلیسی: Thor) یک فیلم ابرقهرمانی آمریکایی محصول سال ۲۰۱۱، بر پایهٔ شخصیت ثور از مارول کامیکس است. این فیلم را مارول استودیوز تولید کرده و توسط پارامونت پیکچرز توزیع شده‌است. این چهارمین فیلم در دنیای سینمایی مارول (MCU) به‌شمار می‌رود. این فیلم را کنت برانا کارگردانی کرده و نویسندگی بر عهدهٔ تیم اشلی میلر و زک استنتز و دن پاین بوده‌است. در ثور، کریس همسورث در نقش ثور، در کنار ناتالی پورتمن، تام هیدلستون، استلان اسکاشگورد، کلم فیور، ری استیونسون، ادریس البا، کت دنینگز، رنه روسو و آنتونی هاپکینز ایفای نقش می‌کنند. پس از تجدید حیات جنگ خاموش، ثور از قدرت و چکش میولنیر سلب شد و از آزگارد به زمین تبعید شد. همان‌طور که برادرش لوکی برای به دست آوردن تاج و تخت آزگارد نقشه می‌کشد، ثور باید خود را شایسته نشان دهد.
سم ریمی برای نخستین بار اقتباسی سینمایی بر اساس ثور را در سال ۱۹۹۱ مطرح کرد، اما طولی نکشید که پروژه را رها کرد و تا چندین سال هیچ بحثی در مورد آن نبود. در طول این مدت، استودیوهای مختلف حق انتشار آن را گرفتند تا اینکه در سال ۲۰۰۶ مارول با مارک پروتوسویچ برای توسعه پروژه قرارداد بست و برنامه‌ریزی کرده بود که آن را از طریق پارامونت تأمین مالی و منتشر کند. متیو وان برای اکران پیش‌بینی شده سال ۲۰۱۰ موظف به کارگردانی این فیلم شد. با این حال، پس از آنکه وان در سال ۲۰۰۸ از قرارداد جدا شد، کارگردانی به عهدهٔ برانا و اکران فیلم برای سال ۲۰۱۱ برنامه‌ریزی شد. شخصیت‌های اصلی در سال ۲۰۰۹ برای بازیگری انتخاب شدند، و تصویربرداری اصلی از ژانویه تا مهٔ ۲۰۱۰ در کالیفرنیا و نیومکزیکو انجام شد. این فیلم در مرحله پس از تولید به سه‌بعدی تبدیل شد.
ثور در ۱۷ آوریل ۲۰۱۱ در سیدنی به نمایش درآمد و در ۶ مه به عنوان بخشی از فاز اول دنیای سینمایی مارول در ایالات متحده اکران شد. این فیلم به‌طور کلی نقدهای مثبتی را از طرف منتقدان دریافت کرد و با فروش ۴۴۹٫۳ میلیون دلاری در سراسر جهان با موفقیت تجاری روبه‌رو شد. سه دنباله برای این فیلم منتشر شده‌است: ثور: دنیای تاریک (۲۰۱۳)، ثور: رگنراک (۲۰۱۷) و ثور: عشق و تندر (۲۰۲۲).

## داستان
در سال ۹۶۵ میلادی، اودین، پادشاه آسگارد، جنگی را علیه یخ‌غول‌های یوتون‌هایم و رهبرشان لاوفی آغاز می‌کند تا مانع از تسخیر نه جهان، از جمله زمین، توسط آن‌ها شود. آسگاردیان یخ‌غول‌ها را شکست داده و منبع قدرتشان، صندوقچه زمستان‌های باستانی، را به دست می‌آورند.
در زمان حال، پسر اودین، تور، آماده می‌شود تا به تخت پادشاهی آسگارد برسد، اما وقتی یخ‌غول‌ها که به‌طور مخفیانه توسط برادرش لوکی وارد شده‌اند تلاش می‌کنند صندوقچه را پس بگیرند، این روند مختل می‌شود. تور برخلاف دستور اودین، به یوتون‌هایم می‌رود تا با لاوفی مقابله کند؛ او را لوکی، دوست کودکی‌اش سیف و سه جنگجوی آسگاردی: وولستگ، فاندرال و هوگون همراهی می‌کنند. نبردی در می‌گیرد تا اینکه اودین برای نجات آسگاردیان وارد می‌شود و پیمان شکننده بین دو نژاد را نابود می‌کند. به عنوان مجازات غرور تور، اودین او را بی‌ارزش دانسته و قدرت‌هایش را می‌گیرد و به عنوان یک انسان معمولی به زمین تبعید می‌کند؛ همراه با پتک‌اش «میولنیر» که اکنون جادویی شده و تنها افراد شایسته می‌توانند آن را بلند کنند.
تور در نیومکزیکو به زمین می‌رسد، جایی که اخترفیزیکدان دکتر جین فاستر، دستیارش دارسی لوییس و استادش دکتر اریک سلویگ او را پیدا می‌کنند. مردم محلی میولنیر را کشف می‌کنند که عامل شیلد، فیل کولسون، به زودی آن را تصرف می‌کند و به زور اطلاعات جین درباره کرم‌چاله‌ای که تور را به زمین آورده به دست می‌آورد. پس از فهمیدن محل میولنیر، تور تلاش می‌کند آن را از مرکز شیلد بیرون بکشد اما نمی‌تواند و دستگیر می‌شود. با کمک سلویگ آزاد شده و به تبعیدش در زمین رضایت می‌دهد و در این میان عاشق جین می‌شود.
لوکی متوجه می‌شود که پسر بیولوژیکی لاوفی است و پس از جنگ توسط اودین به فرزندی پذیرفته شده. لوکی با اودین مواجه می‌شود و اودین خسته به خواب «اودین‌اسلیپ» فرو می‌رود تا نیروی خود را بازیابد. لوکی به جای او تاج و تخت را برمی‌دارد و به لاوفی فرصت می‌دهد تا اودین را بکشد و صندوقچه را پس بگیرد. سیف و سه جنگجو که از حکومت لوکی ناراضی‌اند، تلاش می‌کنند تور را از تبعید بازگردانند و از هیمدال، نگهبان دروازه بیفراست، اجازه عبور به زمین می‌گیرند. لوکی که از نقشه‌شان آگاه است، «ویرانگر» را می‌فرستد، رباتی تقریباً نابودناپذیر، تا آنها را دنبال کرده و تور را بکشد. جنگجویان تور را پیدا می‌کنند اما ویرانگر به آنها حمله می‌کند و آن‌ها را شکست می‌دهد. تور به جای آنها خود را فدا می‌کند. ضربه خوردن توسط ویرانگر و نزدیک به مرگ بودن، باعث می‌شود تور شایستگی بلند کردن میولنیر را ثابت کند. پتک به سوی او باز می‌گردد، قدرتش بازمی‌گردد و ویرانگر را شکست می‌دهد. تور و جین پیش از ترک تور، یکدیگر را بوسیده و خداحافظی می‌کنند.
در آسگارد، لوکی لاوفی را به قتل می‌رساند. تور می‌رسد و لوکی نقشه‌اش برای نابودی یوتون‌هایم با پل بیفراست را فاش می‌کند. تور با لوکی می‌جنگد و پل بیفراست را برای جلوگیری از نقشه لوکی نابود می‌کند. اودین بیدار می‌شود و مانع سقوط برادران در خلأ ایجادشده پس از نابودی پل می‌شود. وقتی اودین درخواست تایید لوکی را رد می‌کند، لوکی خود را به درون خلأ می‌اندازد. تور با اودین آشتی می‌کند، اعتراف می‌کند که هنوز آماده پادشاهی نیست و دلتنگ جین است. در زمین، جین و تیمش در حال جستجو برای باز کردن گذرگاهی به آسگارد هستند.
در صحنه پس از تیتراژ، سلویگ به یک مرکز شیلد منتقل می‌شود، جایی که نیک فیوری یک جعبه مرموز به شکل مکعب را به او نشان می‌دهد و از او می‌خواهد آن را بررسی کند؛ فیوری می‌گوید ممکن است قدرتی بی‌حد و حصر داشته باشد. لوکی نامرئی که از سقوط جان سالم به در برده و به زمین رسیده، مخفیانه سلویگ را به قبول درخواستش ترغیب می‌کند.

## بازیگران
- کریس همسورث در نقش ثور
- ناتالی پورتمن در نقش جین فاستر
- تام هیدلستون در نقش لوکی
- استلان اسکاشگورد در نقش اریک سلویگ
- کلم فیور در نقش لافی
- ری استیونسون در نقش وولستاگ
- ادریس البا در نقش هایمدال
- کت دنینگز در نقش دارسی
- آنتونی هاپکینز در نقش اودین
- رنه روسو در نقش فریگا
- تادانابو آسانو در نقش هوگون
- جیمی الکساندر در نقش سیف
- جرمی رنر در نقش کلینت بارتون

## دنباله‌ها

### ثور: دنیای تاریک
دنباله ای به نام ثور: دنیای تاریک به کارگردانی الن تیلور در ۸ نوامبر ۲۰۱۳ عرضه شد. همسورث و هیدلستون به ترتیب در نقش ثور و لوکی برگشتند. زاکاری لیوای برای نقش فاندرال جایگزین دالاس شد و کریستوفر اکلستون نقش جن تاریک ملکیث را گرفت.

### ثور: رگنوراک
ثور: رگنوراک به کارگردانی تایکا وایتیتی در ۳ نوامبر ۲۰۱۷ اکران شد. اریک پیرسون و کرگ کایل و کریستوفر یوست نوشتن فیلمنامه را به عهده داشتند و کوین فیج تهیه‌کننده این اثر بود. همسورث، هیدلستون، هاپکینز، البا، آسانو، لیوای و استیونسون به ترتیب در نقش ثور، لوکی، اودین، هیمدال، هوگان، فندرال و ولستگ ظاهر شدند. مارک رافالو و بندیکت کامبربچ نیز در دیگر فیلم‌های مارول در این اثر و در نقش بروس بنر/هالک و استیون استرینج حضور داشتند. کیت بلانشت، تسا تامپسون، جف گلدبلام و کارل اربن به ترتیب برای نقش‌های هلا، والکری، ارباب اعظم و جلاد انتخاب شدند.

### ثور: عشق و تندر
سومین دنباله، ثور: عشق و تندر نام دارد که در ۱۱ فوریه ۲۰۲۲ اکران شد. همسورث و تامپسون و ناتالی پورتمن به نقش‌های سابق خود برگشتند.